# Drosophila varians
Drosophila varians är en tvåvingeart som beskrevs av Bock och Wheeler 1972. Drosophila varians ingår i släktet Drosophila och familjen daggflugor.
Artens utbredningsområde är Filippinerna.